# Großschwindau
Großschwindau ist ein Gemeindeteil von St. Wolfgang im Landkreis Erding, der zur Gemarkung St. Wolfgang gehört.

## Geografie
Er liegt zwischen den Ortsteilen St. Wolfgang, Lappach und Jeßling im Goldachtal. Nordöstlich liegt das Dorf Kleinschwindau, ein eigener Gemeindeteil von Sankt Wolfgang.
Das Kirchdorf Großschwindau war historisch Teil der Grafschaft Haag und später des Landkreises Wasserburg. Zum 31. Dezember 2011 hatte Großschwindau 127 Einwohner. 1961 waren es noch 137 Einwohner. Siehe auch die Entwicklung der Einwohnerzahl von St. Wolfgang.

## Herkunft des Namens Schwindau
Schwindau wurde auch als Schwindach (= das schnelle, geschwinde Bächlein) bezeichnet. Eine andere Erklärung für die mit Schwind- beginnenden Namen (also z. B. Schwindau, Schwindach, Schwindkirchen, Schwindegg) ist das Wort suinen, was so viel wie ‚aus dem Morast oder Sumpf herausarbeiten‘ oder ‚trockenlegen‘ bedeutet. Dementsprechend wäre Schwindau ein trockengelegtes Gebiet.

## Kirche St. Michael
Die ursprünglich romanische Kirche St. Michael von etwa 1350 erhielt 1460 ein gotisches Netzgewölbe. Nach einem Blitzeinschlag 1783 wurde der  Spitzturm durch einen sehr charakteristischen Turm mit Satteldach ersetzt.
Bei dieser Renovierung wurde die gesamte Kirche im Barockstil ausgestattet. Die Figuren
St. Benno und St. Korbinian auf dem Hochaltar stammen vom Landshuter Bildhauer Christian Jorhan dem Älteren.

## Pegel Großschwindau
In Großschwindau befindet sich in der Goldach bei Flusskilometer 14,70 km ein vom Wasserwirtschaftsamt München betriebener Pegel des Niedrigwasser-Informationsdienst Bayern. Die Pegelnullpunkthöhe liegt bei 491,57 m ü. NN. Das Einzugsgebiet beträgt 21,07 km².